# فرناندو تیراپو
فرناندو تیراپو (انگلیسی: Fernando Tirapu; ۷ نوامبر ۱۹۵۱ – ۲۸ ژوئیهٔ ۲۰۱۸) بازیکن فوتبال اهل اسپانیا بود.
از باشگاه‌هایی که در آن بازی کرده‌است می‌توان به باشگاه فوتبال اتلتیک بیلبائو، باشگاه فوتبال والنسیا، و باشگاه فوتبال اوساسونا اشاره کرد.
وی همچنین در تیم ملی فوتبال باسک بازی کرده‌است.